# منطقه شهری بارسلونا
منطقه شهری بارسلونا (به اسپانیایی: Àrea Metropolitana de) که غالباً بارسلونا بزرگ نامیده می‌شود از سه نهاد اجرایی منطقه‌ای تشکیل شده است که در کل به ۳۶ شهرداری تقسیم شده‌اند و جمعیت ۳٬۱۵۰٬۳۸۰ نفر (سرشماری ۲۰۰۷) را در منطقه‌ای به وسعت ۶۳۳ کیلومتر مربع در برمی‌گیرد. منطقه شهری بارسلون هسته مرکزی ناحیه شهری بارسلونا است که ۴٬۹۹۲٬۱۹۳ نفر جمعیت دارد.

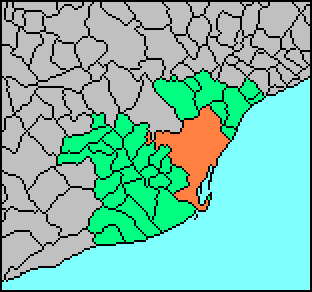
اتحادیه شهرداری‌ها
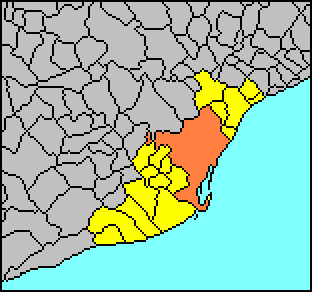
منطقه ترابری
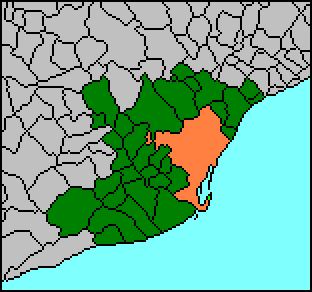
منطقه محیط زیست